# Lundby, Husby-Rekarne

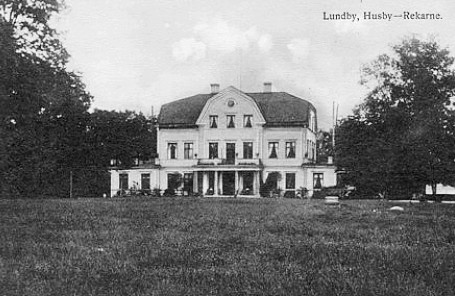
Lundby gård, 1920-tal.

Lundby säteri, tidigare Lundby gård, är en medeltida gård i Husby-Rekarne socken, Eskilstuna kommun.
Lundby är känt från 1330-talet och var vid medeltidens slut ett klostergods. På 1640-talet ägdes säteriet av Jesper Cruus, som uppförde ett trevånings stenhus som senare revs. Det tillhörde senare släkterna Sparre, Sperling respektive Rålamb. Från slutet av 1700-talet till 1827 var godset fideikommiss i släkten Bure. Den nutida huvudbyggnaden av trä i två våningar med frontespis uppfördes 1809 och byggdes på 1895.